# تیسا (آلمان)
تیسا (به آلمانی: Tissa) یک شهر در آلمان است که در زاله‌هلتسلاند واقع شده‌است. تیسا ۱۳۸ نفر جمعیت دارد.